# Szwajcaria na Zimowych Igrzyskach Olimpijskich 1976
Szwajcarię na Zimowych Igrzyskach Olimpijskich 1976 reprezentowało 59 zawodników: 52 mężczyzn i siedem kobiet. Był to dwunasty start reprezentacji Szwajcarii na zimowych igrzyskach olimpijskich.

## Zdobyte medale
| Medal  | Zawodnik                                                | Dyscyplina            | Konkurencja            | Rezultat    |
| ------ | ------------------------------------------------------- | --------------------- | ---------------------- | ----------- |
| Złoto  | Heini Hemmi                                             | Narciarstwo alpejskie | Slalom gigant mężczyzn | 3:26,97 min |
| Srebro | Erich Schärer, Ulrich Bächli, Rudolf Marti, Joseph Benz | Bobsleje              | Czwórki mężczyzn       | 3:40,89 min |
| Srebro | Ernst Good                                              | Narciarstwo alpejskie | Slalom gigant mężczyzn | 3:27,17 min |
| Srebro | Bernhard Russi                                          | Narciarstwo alpejskie | Bieg zjazdowy mężczyzn | 1:46,06 min |
| Brąz   | Erich Schärer, Joseph Benz                              | Bobsleje              | Dwójki mężczyzn        | 3:45,70 min |

## Skład kadry

### Biathlon
Mężczyźni
| Zawodnik          | Konkurencja   | czas biegu | Kary | Łączny czas | Pozycja |
| ----------------- | ------------- | ---------- | ---- | ----------- | ------- |
| Hansruedi Süssli  | Bieg na 20 km | 1:16:53,73 | 3:00 | 1:19:53,73  | 14.     |
| Albert Mächler    | Bieg na 20 km | 1:17:28,66 | 6:00 | 1:23:28,66  | 25.     |
| Christian Danuser | Bieg na 20 km | 1:20:16,43 | 7:00 | 1:27:16,43  | 40.     |

### Biegi narciarskie
Mężczyźni
| Zawodnik                                              | Konkurencja        | czas       | Pozycja |
| ----------------------------------------------------- | ------------------ | ---------- | ------- |
| Albert Giger                                          | Bieg na 15 km      | 45:47,07   | 11.     |
| Franz Renggli                                         | Bieg na 15 km      | 45:53,49   | 12.     |
| Eduard Hauser                                         | Bieg na 15 km      | 46:29,14   | 17.     |
| Alfred Kälin                                          | Bieg na 15 km      | 47:05,39   | 27.     |
| Albert Giger                                          | Bieg na 30 km      | 1:32:17,71 | 7.      |
| Eduard Hauser                                         | Bieg na 30 km      | 1:35:50,29 | 25.     |
| Alfred Kälin                                          | Bieg na 30 km      | 1:36:09,97 | 29.     |
| Hansueli Kreuzer                                      | Bieg na 30 km      | 1:39:58,44 | 50.     |
| Franz Renggli                                         | Bieg na 50 km      | 2:45:25,24 | 18.     |
| Heinz Gähler                                          | Bieg na 50 km      | 2:45:51,64 | 20.     |
| Venanz Egger                                          | Bieg na 50 km      | 2:48:30,70 | 31.     |
| Christian Pfeuti                                      | Bieg na 50 km      | 2:49:50,90 | 32.     |
| Franz Renggli Eduard Hauser Heinz Gähler Alfred Kälin | Sztafeta 4 × 10 km | 2:11:28,53 | 5.      |

### Bobsleje
Mężczyźni
| Osada  | Zawodnik                                          | Konkurencja | Ślizg 1 | Ślizg 2 | Ślizg 3 | Ślizg 4 | Łącznie | Pozycja |
| ------ | ------------------------------------------------- | ----------- | ------- | ------- | ------- | ------- | ------- | ------- |
| SUI-I  | Erich Schärer Joseph Benz                         | Dwójki      | 56,43   | 56,53   | 56,33   | 56,41   | 3:45,70 | brąz    |
| SUI-II | Fritz Lüdi Thomas Hagen                           | Dwójki      | 56,95   | 57,32   | 57,35   | 57,48   | 3:49,10 | 10.     |
| SUI-II | Erich Schärer Ueli Bächli Ruedi Marti Joseph Benz | Czwórki     | 54,96   | 54,81   | 55,28   | 55,84   | 3:40,89 | srebro  |
| SUI-I  | Fritz Lüdi Thomas Hagen Rudolf Schmid Karl Häseli | Czwórki     | 55,29   | 55,33   | 56,37   | 57,05   | 3:44,04 | 9.      |

### Hokej na lodzie
Reprezentacja mężczyzn
| - Alfio Molina - André Jorns - Charles Henzen - Andreas Meyer - Jakob Kölliker - Üli Hofmann - Ernst Lüthi - Aldo Zenhäusern - Nando Mathieu |  | - Bernhard Neininger - Anton Neininger - Renzo Holzer - Walter Dürst - Guy Dubois - Jöri Mattli - Jürg Berger - Rolf Schiemer - Daniel Widmer |

Reprezentacja Szwajcarii w rundzie kwalifikacyjnej uległa drużynie Niemiec 1:5 i tym samym wzięła udział w rozgrywkach grupy B turnieju olimpijskiego, w której zajęła 5. miejsce. Ostatecznie reprezentacja Szwajcarii została sklasyfikowana na 11. miejscu.

#### Runda kwalifikacyjna
| 3 lutego 1976 | RFN | 5:1 | Szwajcaria |  |

|  |  |  |  |  |

### Grupa B
| Drużyna    | M | Mecze | Mecze | Mecze | Bramki | Bramki | Bramki | Pkt |
| Drużyna    | M | W     | R     | P     | +      | -      | +/-    | Pkt |
| ---------- | - | ----- | ----- | ----- | ------ | ------ | ------ | --- |
| Rumunia    | 5 | 4     | 0     | 1     | 23     | 15     | +8     | 8   |
| Austria    | 5 | 3     | 0     | 2     | 18     | 14     | +4     | 6   |
| Japonia    | 5 | 3     | 0     | 2     | 20     | 18     | +2     | 6   |
| Jugosławia | 5 | 3     | 0     | 2     | 22     | 19     | +3     | 6   |
| Szwajcaria | 5 | 2     | 0     | 3     | 24     | 22     | +2     | 4   |
| Bułgaria   | 5 | 0     | 0     | 5     | 19     | 38     | -19    | 0   |

Wyniki
| 5 lutego 1976 | Jugosławia | 6:4 | Szwajcaria |  |

|  |  |  |  |  |

| 7 lutego 1976 | Szwajcaria | 8:3 | Bułgaria |  |

|  |  |  |  |  |

| 9 lutego 1976 | Japonia | 6:4 | Szwajcaria |  |

|  |  |  |  |  |

| 11 lutego 1976 | Szwajcaria | 5:4 | Austria |  |

|  |  |  |  |  |

| 13 lutego 1976 | Rumunia | 4:3 | Szwajcaria |  |

|  |  |  |  |  |

### Kombinacja norweska
Mężczyźni
| Zawodnik          | Konkurencja   | Bieg narciarski | Bieg narciarski | Bieg narciarski | Skoki narciarskie | Skoki narciarskie | Skoki narciarskie | Skoki narciarskie | Skoki narciarskie | Skoki narciarskie | Skoki narciarskie | Skoki narciarskie | Łącznie | Pozycja |
| Zawodnik          | Konkurencja   | Czas biegu      | Pozycja         | Punkty          | Skok 1            | Nota              | Skok 2            | Nota              | Skok 3            | Nota              | Punkty            | Pozycja           | Łącznie | Pozycja |
| ----------------- | ------------- | --------------- | --------------- | --------------- | ----------------- | ----------------- | ----------------- | ----------------- | ----------------- | ----------------- | ----------------- | ----------------- | ------- | ------- |
| Karl Lustenberger | Indywidualnie | 52:57,52        | 27.             | 175,60          | 72,5              | 101,8             | 74,5              | 100,7             | 74,5              | 98,4              | 202,5             | 10.               | 378,10  | 19.     |

### Łyżwiarstwo figurowe
| Zawodnik                      | Konkurencja   | Nota                      | Pozycja                   |
| ----------------------------- | ------------- | ------------------------- | ------------------------- |
| Danielle Rieder               | Solistki      | Nie ukończyła konkurencji | Nie ukończyła konkurencji |
| Karin Künzle Christian Künzle | Pary sportowe | 128,97                    | 7.                        |

### Łyżwiarstwo szybkie
Mężczyźni
| Zawodnik        | Konkurencja   | Konkurencja   | Konkurencja    | Konkurencja    | Konkurencja    | Konkurencja    | Konkurencja    | Konkurencja    | Konkurencja      | Konkurencja      |
| Zawodnik        | Bieg na 500 m | Bieg na 500 m | Bieg na 1000 m | Bieg na 1000 m | Bieg na 1500 m | Bieg na 1500 m | Bieg na 5000 m | Bieg na 5000 m | Bieg na 10 000 m | Bieg na 10 000 m |
| Zawodnik        | Czas          | Miejsce       | Czas           | Miejsce        | Czas           | Miejsce        | Czas           | Miejsce        | Czas             | Miejsce          |
| --------------- | ------------- | ------------- | -------------- | -------------- | -------------- | -------------- | -------------- | -------------- | ---------------- | ---------------- |
| Franz Krienbühl |               |               |                |                | 2:12,52        | 27.            | 7:53,11        | 17.            | 15:36,43         | 8.               |

### Narciarstwo alpejskie
Mężczyźni
| Zawodnik           | Konkurencja | Konkurencja | Konkurencja       | Konkurencja                 | Konkurencja                 | Konkurencja                 | Konkurencja                 | Konkurencja                 | Konkurencja                 | Konkurencja                 |
| Zawodnik           | Zjazd       | Zjazd       | Slalom gigant     | Slalom gigant               | Slalom gigant               | Slalom gigant               | Slalom specjalny            | Slalom specjalny            | Slalom specjalny            | Slalom specjalny            |
| Zawodnik           | Czas        | Pozycja     | Czas 1. przejazdu | Czas 2. przejazdu           | Czas łączny                 | Pozycje                     | Czas 1. przejazdu           | Czas 2. przejazdu           | Czas łączny                 | Pozycja                     |
| ------------------ | ----------- | ----------- | ----------------- | --------------------------- | --------------------------- | --------------------------- | --------------------------- | --------------------------- | --------------------------- | --------------------------- |
| Bernhard Russi     | 1:46,06     | srebro      |                   |                             |                             |                             |                             |                             |                             |                             |
| Walter Tresch      | 1:47,29     | 7.          | 1:49,26           | Nie ukończył 2-go przejazdu | Nie ukończył 2-go przejazdu | Nie ukończył 2-go przejazdu | 1:01,34                     | 1:03,92                     | 2:05,26                     | 4.                          |
| Philippe Roux      | 1:46,69     | 4.          |                   |                             |                             |                             |                             |                             |                             |                             |
| René Berthod       | 1:47,89     | 12.         |                   |                             |                             |                             |                             |                             |                             |                             |
| Heini Hemmi        |             |             | 1:45,41           | 1:41,56                     | 3:26,97                     | złoto                       | Nie ukończył 1-go przejazdu | Nie ukończył 1-go przejazdu | Nie ukończył 1-go przejazdu | Nie ukończył 1-go przejazdu |
| Ernst Good         |             |             | 1:44,60           | 1:42,57                     | 3:27,17                     | srebro                      | Nie ukończył 1-go przejazdu | Nie ukończył 1-go przejazdu | Nie ukończył 1-go przejazdu | Nie ukończył 1-go przejazdu |
| Engelhard Pargätzi |             |             | 1:46,16           | 1:42,60                     | 3:28,76                     | 6.                          |                             |                             |                             |                             |
| Peter Lüscher      |             |             |                   |                             |                             |                             | 1:02,76                     | 1:05,34                     | 2:08,10                     | 8.                          |

Kobiety
| Zawodniczka           | Konkurencja | Konkurencja | Konkurencja               | Konkurencja               | Konkurencja                  | Konkurencja                  | Konkurencja                  | Konkurencja                  |
| Zawodniczka           | Zjazd       | Zjazd       | Slalom gigant             | Slalom gigant             | Slalom specjalny             | Slalom specjalny             | Slalom specjalny             | Slalom specjalny             |
| Zawodniczka           | Czas        | Pozycja     | Czas                      | Pozycja                   | Czas 1. przejazdu            | Czas 2. przejazdu            | Czas łączny                  | Pozycja                      |
| --------------------- | ----------- | ----------- | ------------------------- | ------------------------- | ---------------------------- | ---------------------------- | ---------------------------- | ---------------------------- |
| Bernadette Zurbriggen | 1:48,62     | 7.          | Nie ukończyła konkurencji | Nie ukończyła konkurencji | 49,78                        | 47,40                        | 1:37,18                      | 12.                          |
| Marie-Therese Nadig   |             |             | 1:30,44                   | 5.                        | Nie ukończyła 1-go przejazdu | Nie ukończyła 1-go przejazdu | Nie ukończyła 1-go przejazdu | Nie ukończyła 1-go przejazdu |
| Marlies Oberholzer    | 1:48,68     | 8.          | 1:34,09                   | 26.                       |                              |                              |                              |                              |
| Doris de Agostini     | 1:50,46     | 18.         |                           |                           |                              |                              |                              |                              |
| Lise-Marie Morerod    |             |             | 1:30,40                   | 4.                        | Nie ukończyła 1-go przejazdu | Nie ukończyła 1-go przejazdu | Nie ukończyła 1-go przejazdu | Nie ukończyła 1-go przejazdu |

### Skoki narciarskie
Mężczyźni
| Konkurencja            | Skoczek            | Skok 1    | Skok 1 | Skok 2    | Skok 2 | Nota  | Pozycja |
| Konkurencja            | Skoczek            | odległość | Nota   | odległość | Nota   | Nota  | Pozycja |
| ---------------------- | ------------------ | --------- | ------ | --------- | ------ | ----- | ------- |
| Skocznia normalna K-84 | Ernst von Grünigen | 80,5      | 119,1  | 80,5      | 119,6  | 238,7 | 5.      |
| Skocznia normalna K-84 | Walter Steiner     | 80,0      | 117,3  | 78,5      | 114,9  | 232,2 | 9.      |
| Skocznia normalna K-84 | Hans Schmid        | 78,0      | 112,1  | 79,0      | 114,2  | 226,3 | 13.     |
| Skocznia normalna K-84 | Robert Mösching    | 75,0      | 104,3  | 75,0      | 103,3  | 207,6 | 35.     |
| Skocznia duża K-104    | Walter Steiner     | 89,5      | 99,8   | 93,0      | 108,7  | 208,5 | 9.      |
| Skocznia duża K-104    | Hans Schmid        | 86,5      | 95,6   | 83,0      | 90,7   | 186,3 | 20.     |
| Skocznia duża K-104    | Ernst von Grünigen | 84,5      | 93,3   | 81,5      | 89,1   | 182,4 | 23.     |
| Skocznia duża K-104    | Robert Mösching    | 84,0      | 87,6   | 79,0      | 80,1   | 167,7 | 38.     |